# 샹저우구 (샹양시)
샹저우구(한국어: 양주구, 중국어: 襄州区, 병음: Xiāngzhōu Qū)는 중화인민공화국 후베이성 샹양 시의 현급 행정구역이다. 넓이는 2306km2이고, 인구는 2007년 기준으로 1,010,000명이다. 이전 명칭은 샹양구(중국어: 襄陽区, 병음: Xiāngyáng Qū)이다. 2010년 12월, 현재의 명칭으로 변경했다.

## 역사
샹양은 원나라를 세운 몽골군의 침입에 의해 일어난 양양성 공방전(1267~1273)이 있었던 도시이다. 또한 삼국시대에 중요한 도시로 삼국지연의에 따르면 양양 주변에서 유비는 삼고초려 끝에 제갈량을 얻었다. 또한 191년에 손견과 유표가 이곳에서 싸웠다. 오늘날 샹양은 주변의 판청과 합쳐져 지급시인 샹판 시가 되었다.

## 행정 구역
14개 진을 관할한다.
- 진: 张湾镇, 龙王镇, 石桥镇, 黄集镇, 伙牌镇, 古驿镇, 朱集镇, 程河镇, 双沟镇, 张家集镇, 黄龙镇, 峪山镇, 东津镇, 米庄镇.